# Carlos Chiacchio
Carlos Chiacchio (Januária, 4 de junho de 1884 — Salvador, 17 de julho de 1947)  foi  um jornalista, médico e escritor brasileiro, imortal fundador da cadeira número 5 da Academia de Letras da Bahia

## Biografia
Poeta, cronista, crítico literário, jornalista, orador, médico, membro da Academia de Letras da Bahia e da Associação Baiana de Imprensa. Filho de Jacome Chiacchio e de Patrícia Chiacchio, não deixou filhos do seu casamento com a Sra. Maria Seixas Chiacchio.
Transferiu-se, ainda criança para Salvador onde estudou nos colégios Spencer e Carneiro Ribeiro e na Faculdade de Medicina  doutorando-se  em 1910, depois de defender tese sobre “A dor” 
Chiacchio foi médico da Viação Férrea Federal Leste Brasileiro, do Lloyde Brasileiro e da Comissão Federal de Estudos da Construção da Estrada de Ferro Machado Portela-Carinhanha e professor de Filosofia no Colégio 15 de Novembro e de Estudos Brasileiros na Escola de Belas Artes e de Estética
na Faculdade de Filosofa da Universidade Federal da Bahia
Colaborou durante dezoito anos (1918-1946) no jornal “A Tarde”, de Salvador, em cuja coluna que manteve semanalmente: a seção de crítica intitulada “Homens e Obras”.
No jornal “O Imparcial”, sustentou uma secção denominada “Ala das Letras e das Artes”, na qual organizou os chamados “Salões de Ala”, reunindo nomes como Presciliano Silva, Alberto Valença, Emídio Magalhães, Mendonça Filho, Jayme Hora, Raimundo Aguiar, Oséas, e os primeiros modernistas, a exemplo Mário Cravo Júnior, Carlos Bastos e Genaro de Carvalho.
De sua bibliografia constam vários livros: “A Margem de uma Polêmica” (1914), “Os Grifos” (1923), “Infância” (1938), Biocrítica (1941), “Cronologia de Rui” (1949) e “Modernistas e Ultramodernistas” (1951).
Carlos Chiacchio faleceu em Salvador, no dia 17 de julho de 1947.